# NBA Rookie of the Year Award
The National Basketball Association's Rookie of the Year Award, pierwszy raz została przyznana oficjalnie po zakończeniu sezonu 1952/53. Wcześniej przyznawano ją również, jednak nieoficjalnie, od rozgrywek 1947/48. Przyznaje się ją najlepszemu zawodnikowi wśród rozgrywających pierwszy sezon w NBA. Najlepszy debiutant otrzymuje Eddie Gottlieb Trophy.

## Nieoficjalne nagrody
| Sezon   | Zawodnik                   | Drużyna                                 |
| ------- | -------------------------- | --------------------------------------- |
| 1947/48 | Paul Hoffman               |                                         |
| 1948/49 | Howie Shannon*             | Providence Steamrollers                 |
| 1949/50 | Alex Groza                 | Indianapolis Olympians                  |
| 1950/51 | Paul Arizin                | Philadelphia Warriors                   |
| 1951/52 | Bill Tosheff, Mel Hutchins | Indianapolis Olympians, Milwaukee Hawks |

## Oficjalne nagrody
|    | Zawodnicy, którzy zostali wybrani do Galerii Sław |
| ND | Numer w drafcie                                   |
| RD | Rok draftu                                        |
| T  | Wybór terytorialny                                |

| Sezon   | Zawodnik                                   | Narodowość                | Drużyna                           | ND  | RD   |
| ------- | ------------------------------------------ | ------------------------- | --------------------------------- | --- | ---- |
| 1952/53 | Don Meineke                                | Stany Zjednoczone         | Fort Wayne Pistons                | 12  | 1952 |
| 1953/54 | Ray Felix                                  | Stany Zjednoczone         | Baltimore Bullets                 | 1   | 1953 |
| 1954/55 | Bob Pettit                                 | Stany Zjednoczone         | Milwaukee Hawks                   | 2   | 1954 |
| 1955/56 | Maurice Stokes                             | Stany Zjednoczone         | Rochester Royals                  | 2   | 1955 |
| 1956/57 | Tom Heinsohn                               | Stany Zjednoczone         | Boston Celtics                    | T   | 1956 |
| 1957/58 | Woody Sauldsberry                          | Stany Zjednoczone         | Philadelphia Warriors             | 60  | 1957 |
| 1958/59 | Elgin Baylor                               | Stany Zjednoczone         | Minneapolis Lakers                | 1   | 1958 |
| 1959/60 | Wilt Chamberlain                           | Stany Zjednoczone         | Philadelphia Warriors             | 1   | 1959 |
| 1960/61 | Oscar Robertson                            | Stany Zjednoczone         | Cincinnati Royals                 | 1/T | 1960 |
| 1961/62 | Walt Bellamy                               | Stany Zjednoczone         | Chicago Packers                   | 1   | 1961 |
| 1962/63 | Terry Dischinger                           | Stany Zjednoczone         | Chicago Zephyrs                   | 8   | 1962 |
| 1963/64 | Jerry Lucas                                | Stany Zjednoczone         | Cincinnati Royals                 | T   | 1962 |
| 1964/65 | Willis Reed                                | Stany Zjednoczone         | New York Knicks                   | 8   | 1964 |
| 1965/66 | Rick Barry                                 | Stany Zjednoczone         | San Francisco Warriors            | 2   | 1965 |
| 1966/67 | Dave Bing                                  | Stany Zjednoczone         | Detroit Pistons                   | 2   | 1966 |
| 1967/68 | Earl Monroe                                | Stany Zjednoczone         | Baltimore Bullets                 | 2   | 1967 |
| 1968/69 | Wes Unseld                                 | Stany Zjednoczone         | Baltimore Bullets                 | 2   | 1968 |
| 1969/70 | Lew Alcindor (później Kareem Abdul-Jabbar) | Stany Zjednoczone         | Milwaukee Bucks                   | 1   | 1969 |
| 1970/71 | Dave Cowens                                | Stany Zjednoczone         | Boston Celtics                    | 4   | 1970 |
| 1970/71 | Geoff Petrie                               | Stany Zjednoczone         | Portland Trail Blazers            | 8   | 1970 |
| 1971/72 | Sidney Wicks                               | Stany Zjednoczone         | Portland Trail Blazers            | 2   | 1971 |
| 1972/73 | Bob McAdoo                                 | Stany Zjednoczone         | Buffalo Braves                    | 2   | 1972 |
| 1973/74 | Ernie DiGregorio                           | Stany Zjednoczone         | Buffalo Braves                    | 3   | 1973 |
| 1974/75 | Keith Wilkes, (później Jamaal Wilkes)      | Stany Zjednoczone         | Golden State Warriors             | 11  | 1974 |
| 1975/76 | Alvan Adams                                | Stany Zjednoczone         | Phoenix Suns                      | 4   | 1975 |
| 1976/77 | Adrian Dantley                             | Stany Zjednoczone         | Buffalo Braves                    | 6   | 1976 |
| 1977/78 | Walter Davis                               | Stany Zjednoczone         | Phoenix Suns                      | 5   | 1977 |
| 1978/79 | Phil Ford                                  | Stany Zjednoczone         | Kansas City Kings                 | 2   | 1978 |
| 1979/80 | Larry Bird                                 | Stany Zjednoczone         | Boston Celtics                    | 6   | 1978 |
| 1980/81 | Darrell Griffith                           | Stany Zjednoczone         | Utah Jazz                         | 2   | 1980 |
| 1981/82 | Buck Williams                              | Stany Zjednoczone         | New Jersey Nets                   | 3   | 1981 |
| 1982/83 | Terry Cummings                             | Stany Zjednoczone         | San Diego Clippers                | 2   | 1982 |
| 1983/84 | Ralph Sampson                              | Stany Zjednoczone         | Houston Rockets                   | 1   | 1983 |
| 1984/85 | Michael Jordan                             | Stany Zjednoczone         | Chicago Bulls                     | 3   | 1984 |
| 1985/86 | Patrick Ewing                              | Stany Zjednoczone         | New York Knicks                   | 1   | 1985 |
| 1986/87 | Chuck Person                               | Stany Zjednoczone         | Indiana Pacers                    | 4   | 1986 |
| 1987/88 | Mark Jackson                               | Stany Zjednoczone         | New York Knicks                   | 18  | 1987 |
| 1988/89 | Mitch Richmond                             | Stany Zjednoczone         | Golden State Warriors             | 5   | 1988 |
| 1989/90 | David Robinson                             | Stany Zjednoczone         | San Antonio Spurs                 | 1   | 1987 |
| 1990/91 | Derrick Coleman                            | Stany Zjednoczone         | New Jersey Nets                   | 1   | 1990 |
| 1991/92 | Larry Johnson                              | Stany Zjednoczone         | Charlotte Hornets                 | 1   | 1991 |
| 1992/93 | Shaquille O’Neal                           | Stany Zjednoczone         | Orlando Magic                     | 1   | 1992 |
| 1993/94 | Chris Webber                               | Stany Zjednoczone         | Golden State Warriors             | 1   | 1993 |
| 1994/95 | Grant Hill                                 | Stany Zjednoczone         | Detroit Pistons                   | 3   | 1994 |
| 1994/95 | Jason Kidd                                 | Stany Zjednoczone         | Dallas Mavericks                  | 2   | 1994 |
| 1995/96 | Damon Stoudamire                           | Stany Zjednoczone         | Toronto Raptors                   | 7   | 1995 |
| 1996/97 | Allen Iverson                              | Stany Zjednoczone         | Philadelphia 76ers                | 1   | 1996 |
| 1997/98 | Tim Duncan                                 | Stany Zjednoczone         | San Antonio Spurs                 | 1   | 1997 |
| 1998/99 | Vince Carter                               | Stany Zjednoczone         | Toronto Raptors                   | 5   | 1998 |
| 1999/00 | Elton Brand                                | Stany Zjednoczone         | Chicago Bulls                     | 1   | 1999 |
| 1999/00 | Steve Francis                              | Stany Zjednoczone         | Houston Rockets                   | 2   | 1999 |
| 2000/01 | Mike Miller                                | Stany Zjednoczone         | Orlando Magic                     | 5   | 2000 |
| 2001/02 | Pau Gasol                                  | Hiszpania                 | Memphis Grizzlies                 | 3   | 2001 |
| 2002/03 | Amar’e Stoudemire                          | Stany Zjednoczone         | Phoenix Suns                      | 9   | 2002 |
| 2003/04 | LeBron James                               | Stany Zjednoczone         | Cleveland Cavaliers               | 1   | 2003 |
| 2004/05 | Emeka Okafor                               | Stany Zjednoczone         | Charlotte Bobcats                 | 2   | 2004 |
| 2005/06 | Chris Paul                                 | Stany Zjednoczone         | New Orleans/Oklahoma City Hornets | 4   | 2005 |
| 2006/07 | Brandon Roy                                | Stany Zjednoczone         | Portland Trail Blazers            | 6   | 2006 |
| 2007/08 | Kevin Durant                               | Stany Zjednoczone         | Seattle SuperSonics               | 2   | 2007 |
| 2008/09 | Derrick Rose                               | Stany Zjednoczone         | Chicago Bulls                     | 1   | 2008 |
| 2009/10 | Tyreke Evans                               | Stany Zjednoczone         | Sacramento Kings                  | 4   | 2009 |
| 2010/11 | Blake Griffin                              | Stany Zjednoczone         | Los Angeles Clippers              | 1   | 2009 |
| 2011/12 | Kyrie Irving                               | Stany Zjednoczone         | Cleveland Cavaliers               | 1   | 2011 |
| 2012/13 | Damian Lillard                             | Stany Zjednoczone         | Portland Trail Blazers            | 6   | 2012 |
| 2013/14 | Michael Carter-Williams                    | Stany Zjednoczone         | Philadelphia 76ers                | 11  | 2013 |
| 2014/15 | Andrew Wiggins                             | Kanada                    | Minnesota Timberwolves            | 1   | 2014 |
| 2015/16 | Karl-Anthony Towns                         | Stany Zjednoczone         | Minnesota Timberwolves            | 1   | 2015 |
| 2016/17 | Malcolm Brogdon                            | Stany Zjednoczone         | Milwaukee Bucks                   | 36  | 2016 |
| 2017/18 | Ben Simmons                                | Australia                 | Philadelphia 76ers                | 1   | 2016 |
| 2018/19 | Luka Dončić                                | Słowenia                  | Dallas Mavericks                  | 3   | 2018 |
| 2019/20 | Ja Morant                                  | Stany Zjednoczone         | Memphis Grizzlies                 | 2   | 2019 |
| 2020/21 | LaMelo Ball                                | Stany Zjednoczone         | Charlotte Hornets                 | 3   | 2020 |
| 2021/22 | Scottie Barnes                             | Stany Zjednoczone         | Toronto Raptors                   | 4   | 2021 |
| 2022/23 | Paolo Banchero                             | Stany Zjednoczone/ Włochy | Orlando Magic                     | 1   | 2022 |
| 2023/24 | Victor Wembanyama                          | Francja                   | San Antonio Spurs                 | 1   | 2023 |